# Alessandro Bertolini
Alessandro Bertolini  (27 de julho de 1971, Rovereto)  é um ciclista profissional italiano.